# Forte Castellaccio
Forte Castellaccio è un'opera fortificata compresa nelle "Mura Nuove" a difesa della città, costruita lungo il ramo della cinta difensiva che dal Forte Sperone scendeva lungo il crinale della Val Bisagno.

## Descrizione

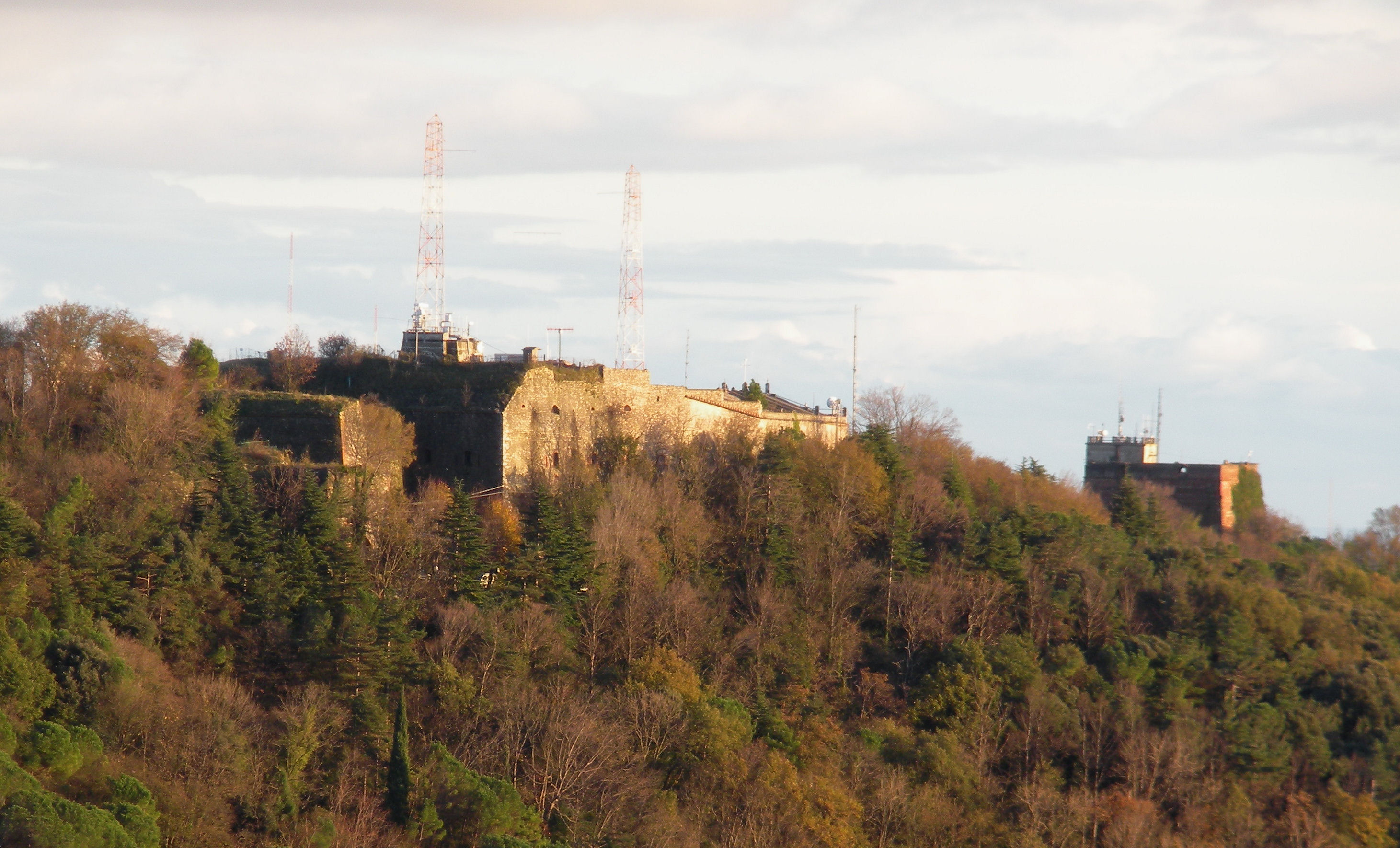
Il complesso visto dal parco del Peralto

Il complesso del Forte Castellaccio comprende in un unico recinto bastionato due caserme e la Torre Specola. Fa parte del complesso anche la cosiddetta "Tagliata Nord", un ulteriore sistema difensivo del forte, costruito nel 1840 in direzione del Forte Sperone. Questa struttura era collegata al forte con una breve galleria, oggi murata; nei locali dell'annesso corpo di guardia è oggi ospitato un piccolo ristorante.
Il complesso verso la fine dell'Ottocento ospitava una guarnigione di 600 soldati, ai quali se ne potevano aggiungere altri 1000, alloggiati “paglia a terra”, in caso di necessità. L'imponente dotazione d'artiglieria comprendeva 22 cannoni di varie dimensioni, cinque mortai e numerosi pezzi di dimensioni minori.

### Torre Specola

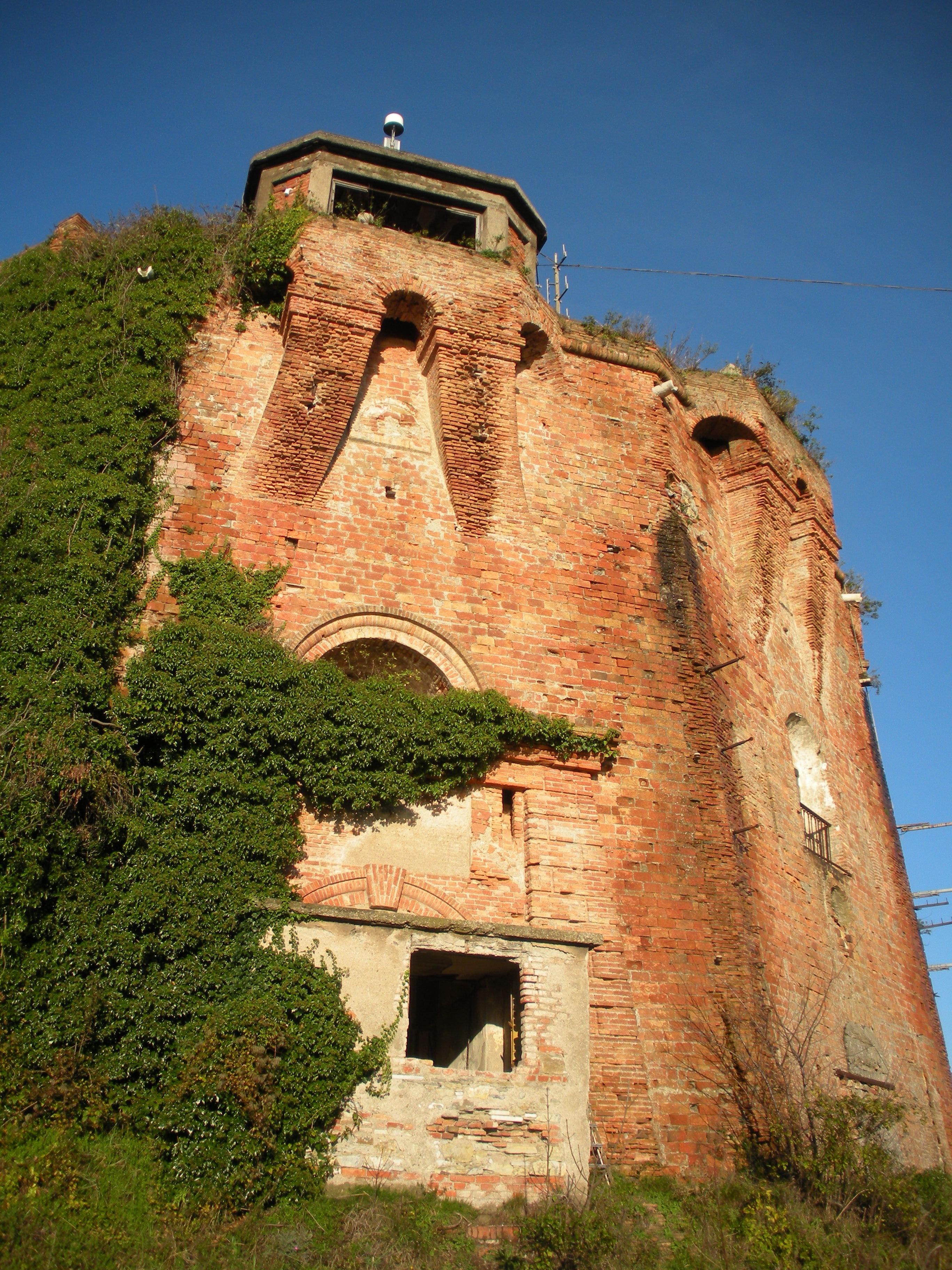
Facciata della torre Specola

La Torre della Specola è un torrione in mattoni rossi, di forma ottagonale, costruito sullo sperone roccioso dove dal Cinquecento fino alla fine del Settecento venivano eseguite le condanne a morte mediante impiccagione, sinistramente chiamato quadrato delle forche.
L'edificio, ben visibile da molte parti della città, è integrato nello stesso recinto di mura che circonda il forte Castellaccio, con il quale viene talvolta confuso; fu costruito tra il 1817 e il 1825 su progetto dell'architetto militare Giulio D'Andreis, inizialmente come opera autonoma con un proprio recinto di mura, denominata Forte Specola. Quando, pochi anni più tardi, tra il 1830 ed il 1836, furono costruite le nuove caserme del Forte Castellaccio, le due opere furono comprese entro un'unica cinta bastionata, accessibile tramite un ponte levatoio.
Si presenta come una massiccia piramide tronca a base ottagonale, con una cannoniera su ogni lato, ognuna con una soprastante finestrella per lo smaltimento dei fumi di sparo.

## Storia
Si hanno le prime notizie certe di strutture di difesa in questo sito dal 1319, quando vi fu costruito dai Guelfi un castello con “mura e fossi”, raffigurato in illustrazioni quattrocentesche come un recinto di mura che racchiude due torri quadrate.
Fu ricostruito una prima volta nel 1530, questa volta come un unico massiccio torrione, che con la costruzione della Mura Nuove, nel 1633, fu integrato nelle stesse ed utilizzato come caserma e deposito di polveri da sparo.
Una nuova ricostruzione avvenne nel secolo successivo: nelle illustrazioni dell'epoca appare come formato da due caserme parallele allineate lungo il recinto di una grossa polveriera. All'interno della fortezza a quell'epoca esistevano ancora pochi ruderi dell'antico castello, completamente scomparsi nel rifacimento ottocentesco.
Verso la fine del Settecento numerosi rapporti conservati negli archivi della Repubblica di Genova evidenziano la necessità di onerosi lavori di manutenzione, tra i quali il rifacimento del tetto della caserma, ormai fatiscente.

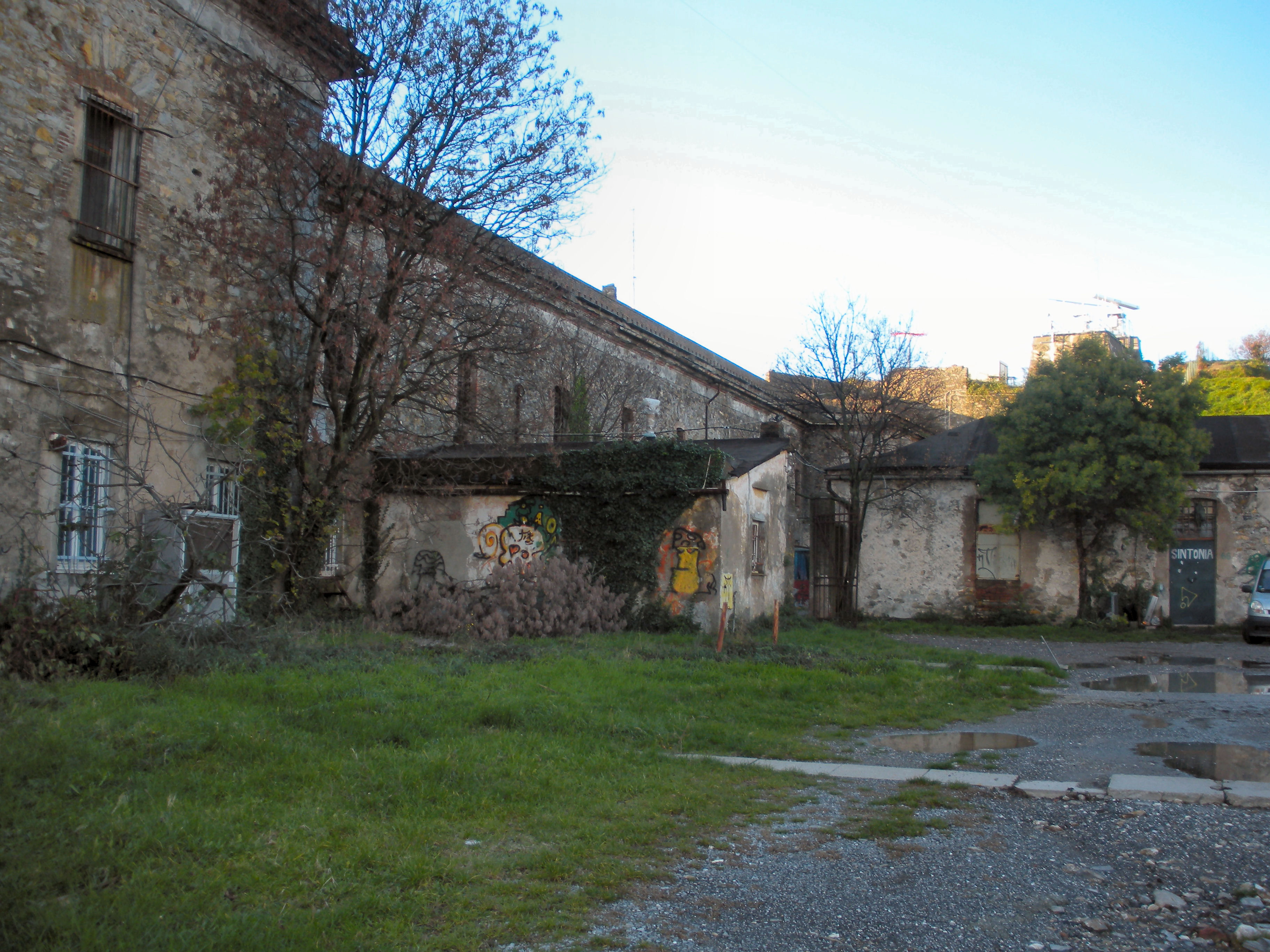
La caserma principale vista dal cortile interno

Dopo l'annessione della ex Repubblica Ligure napoleonica al Regno di Sardegna, il forte subì una radicale trasformazione tanto da rendere la zona su cui sorgeva una sorta di cittadella fortificata, idonea sia per una difesa delle mura da attacchi esterni sia per controbattere a possibili insurrezioni da parte della popolazione locale.
Le vecchie strutture furono completamente demolite nel 1818 e il forte fu ricostruito in accordo ai nuovi criteri dell'arte militare. A lavori in corso, il progetto fu modificato intorno al 1827: le murature già realizzate e non più previste dal nuovo progetto non furono tuttavia abbattute, ma riutilizzate come terrapieno a difesa della nuova caserma, e sono tuttora visibili.
La nuova caserma, costruita intorno al 1830, è divisa in due sezioni: un lungo edificio a due piani che si affaccia sulla via Peralto, dove erano collocati anche magazzini e locali di servizio, tra i quali due grandi forni, ed un altro affacciato sulla Val Bisagno, adibito esclusivamente a camerate. Quest'ultima aveva il tetto a falde, del quale restano solo i pilastri di sostegno.

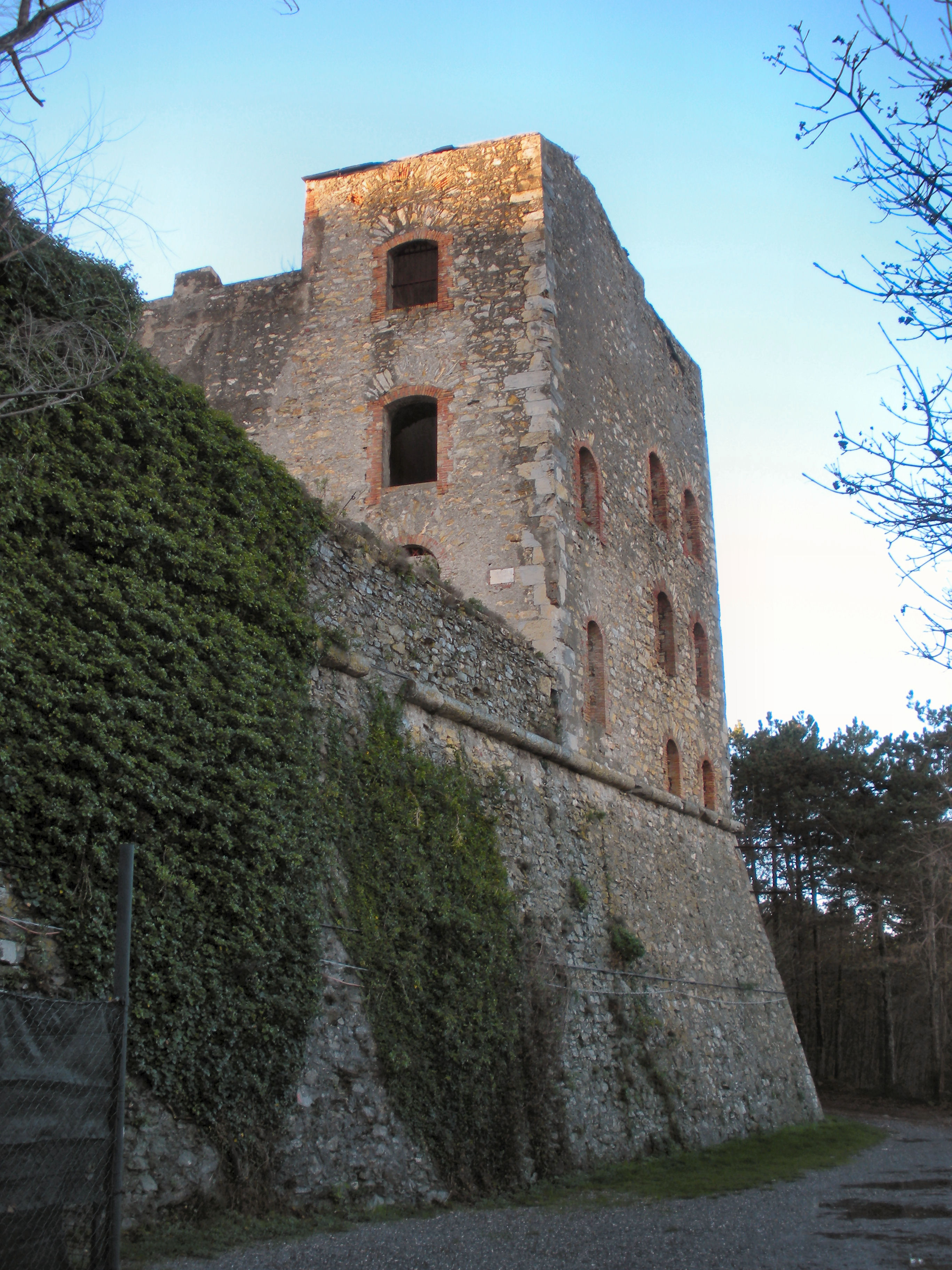
La caserma sulla Val Bisagno, vista dall'esterno delle mura

Così intorno alla metà dell'Ottocento descrive il Castellaccio lo storico Giuseppe Banchero:
(Giuseppe Banchero, Genova e le due riviere, Luigi Pellas editore, Genova, 1846)
Durante i moti del 1849, i rivoltosi riuscirono a impossessarsi del forte, da dove spararono colpi di cannone contro i soldati regi. Al volgere degli avvenimenti in favore di questi, che nel frattempo avevano rioccupato la città, gli insorti abbandonarono il forte, che il 10 aprile fu ripreso in consegna dalle autorità militari.

### Storia recente
Verso la fine dell'Ottocento il duplice scopo di difesa della città da attacchi esterni o di sedare possibili rivolte popolari era venuto meno. Durante la prima guerra mondiale nel forte furono reclusi dei prigionieri di guerra austriaci.
Nel 1924 nel forte esisteva già una prima stazione radio, chiamata ITALO RADIO (nominativo morse ICB), che nel 1929 fu assorbita dal ministero delle Poste e Telecomunicazioni con il nome GENOVA RADIO, nominativo tuttora esistente. Già nel 1924 il personale civile addetto alla radio era alloggiato nei locali del forte.
Durante la seconda guerra mondiale, il 1º febbraio 1945, nel fossato della cosiddetta "Tagliata sud" le Brigate Nere fucilarono sei partigiani; i condannati, già da tempo rinchiusi nel carcere di Marassi, furono prelevati all'alba e condotti al Forte Castellaccio dove ebbe luogo l'esecuzione; la località fu scelta perché all'epoca interdetta ai civili. Il fatto è ricordato da una targa commemorativa nel luogo dell'eccidio. Un'altra targa ricorda altri due partigiani fucilati dai nazifascisti all'interno del forte, sempre nei primi mesi del 1945.
Alcuni locali del forte sono oggi utilizzati come magazzino dall'Istituto Idrografico e altri, da qualche anno, sono affittati ad alcuni privati. La caserma affacciata sulla Val Bisagno versa in stato di completo abbandono, come abbandonata è anche torre Specola .
Il complesso non è liberamente accessibile.

## Come arrivare
Il forte è raggiungibile in auto dal centro di Genova seguendo le indicazioni per il Righi e poi, superata la stazione a monte della funicolare proseguendo su via del Peralto, l'antica strada militare, oggi asfaltata; dalla strada una breve diramazione, oggi in cattive condizioni, porta all'ingresso principale del complesso, superato il quale una rampa conduce direttamente alla Torre Specola e quindi, con una conversione a "U", al cortile interno dov'è l'ingresso della caserma, distante circa 250 m dalla torre.
In alternativa è possibile raggiungere il Righi con la funicolare che parte da Largo Zecca, risalendo poi a piedi lungo le mura per qualche centinaio di metri.